# River (singel Miley Cyrus)
River – utwór muzyczny wykonywany przez amerykańską piosenkarkę popową Miley Cyrus, pochodzący z jej ósmego albumu studyjnego Endless Summer Vacation (2023). 13 marca 2023 został wydany przez wytwórnię Columbia Records jako drugi promujący go singel.

## Geneza, powstanie i wydanie
W 2021 Cyrus podpisała kontrakt muzyczny z wydawnictwem Columbia Records i rozpoczęła pracę nad ósmym albumem studyjnym. Utwór „River” napisała wspólnie z Justinem Tranterem, Kid Harpoonem i Tylerem Johnsonem. Artystka wyznała, że utwór powstał w okresie, gdy „sporo przechodziła w sensie emocjonalnym i osobistym”, w związku z czym początkowo był smutny. Dodała, że po imprezie, którą odbyła z zaprzyjaźnionymi kobietami i gejami, „piosenka ewoluowała z sytuacji problemowej, gdy zdawało się, że nigdy nie przestaje padać deszcz, w opady pokładów miłości”. W wywiadzie, który udzieliła dla programu telewizyjnego Miley Cyrus – Endless Summer Vacation (Backyard Sessions), nazwała piosenkę „sprośną” i opisała ją przy użyciu słowa, które zostało ocenzurowane. Producentami muzycznymi utworu są Kid Harpoon i Johnson.
5 stycznia 2023 Cyrus ogłosiła, że album pod tytułem Endless Summer Vacation zostanie wydany 10 marca 2023. 7 marca 2023 w jej mediach społecznościowych pojawiły się zapowiedzi teledysku do „River” i fragmenty wypowiedzi na temat piosenki. 13 marca 2023 utwór został wysłany jako singel do amerykańskich radiostacji o profilu adult contemporary. Dzień później trafił do stacji CHR, a 21 marca 2023 do stacji rhythmic contemporary.

## Charakterystyka utworu
„River” reprezentuje dance-pop i synth pop, z elementami gatunków takich jak synthwave, post disco i acid pop. Cyrus nazwała go „petardą do tańca na parkiecie”. W utworze zostały wykorzystane Roland TB-303, syntezatory i gitary. Emily Swingle z „Clash” wyraziła opinię, że przypomina on album Cyrus Can’t Be Tamed (2010). Andrew Sacher z „BrooklynVegan” nazwał go „synth-popową retro petardą”, dodając, że pasowałby na album Cyrus Plastic Hearts (2020). George Griffiths z Official Charts Company wskazał w nim inspirację muzyką nowofalową i synth popem lat 80.. Chris Willman z „Variety” zwrócił uwagę na „retro syntezatory” i inspirację stylistyką Giorgio Morodera. Alex Gonzalez z „Uproxx” napisał, że utwór wpisuje się w taneczną stylistykę poprzedniego singla Cyrus, „Flowers”. Nick Levine z „NME” nazwał piosenkę „krewnym inspirowanego Stevie Nicks przeboju «Midnight Sky»”. Alexis Petridis z „The Guardian” nazwał go hymnem muzyki EDM z „tendencją do migotania pomiędzy dźwiękami w stylu gier komputerowych i chaotycznymi przejściami hip-hopowymi”. Mary Siroky z „Consequence” zwróciła uwagę na nawiązania do muzyki disco, porównując singel do albumów Future Nostalgia Dua Lipy i Chromatica Lady Gagi z 2020.
Helen Brown z „The Independent” napisała, że „River” „w prostolinijny sposób opisuje kochanka, który przywrócił wiarę w miłość po okresie miłosnej posuchy”. Brittany Spanos z 
„Rolling Stone’a” oceniła, że utwór „tętni nadzieją na nową miłość oraz zakończenie seksualno-miłosnej posuchy”.

## Odbiór krytyczny
Sal Cinquemani ze „Slant Magazine” napisał, że „River” ma „kuszący, wysokojakościowy refren, godny zaciekłego wokalu i osobowości Cyrus”. Shaad D’Souza z „Pitchforka” nazwał go jednym z najlepszych utworów na albumie Endless Summer Vacation, dodając, że „Cyrus efektywnie pokazuje, jaka jest na tym etapie kariery: dojrzała, choć nadal chaotyczna, nie wykraczająca poza teatralne teksty («Wylewasz się, kochany, zagłusz mnie»), a sporadycznie wracająca do wielkodusznego optymizmu, który charakteryzował jej wcześniejszą muzykę”. David Cobbals z „The Line of Best Fit” nazwał piosenkę „mieszanką zbyt dużej liczby pomysłów, która jest bardziej rozczarowująca niż interesująca”.

## Teledysk
Czarno-biały teledysk do „River” został wyreżyserowany przez Jacoba Bixenmana. 7 marca 2023 Cyrus ogłosiła jego datę premiery i zamieściła w mediach społecznościowych zwiastun. Premiera odbyła się 10 marca 2023. Wideoklip przedstawia Cyrus w czarnej sukience mini, tańczącą na podnoszonej platformie w towarzystwie mężczyzn bez koszulek. Pod koniec zaczyna na nią padać woda. Erica Gonzales z „Elle” nazwała teledysk „wymuskanym i seksownym”, zaś Glenn Rowley z „Billboardu” „nastrojowym”.

## Występy na żywo
Cyrus wykonała „Flowers” na żywo w specjalnym programie telewizyjnym Miley Cyrus – Endless Summer Vacation (Backyard Sessions), wydanym 10 marca 2023 w serwisie strumieniowym Disney+.

## Nagrody i nominacje
| Plebiscyt              | Data             | Kategoria                                 | Rezultat  | Źr.    |
| ---------------------- | ---------------- | ----------------------------------------- | --------- | ------ |
| MTV Video Music Awards | 12 września 2023 | Najlepszy montaż (montaż: Brandan Walter) | Nominacja | [ 31 ] |

## Personel
Na podstawie danych w serwisie Tidal, portalu Pitchfork i na albumie Endless Summer Vacation.
Studia
- Nagranie: Ridgemont High, Los Angeles.
- miksowanie: Windmill Lane Studios, Dublin.
- mastering: Sterling Sound, Edgewater.

Twórcy
- Miley Cyrus – śpiew, autorstwo, produkcja wykonawcza,
- Kid Harpoon – autorstwo, produkcja muzyczna, perkusja, gitara basowa, gitara, syntezatory, programowanie, wokal wspierający
- Ivan Jackson – róg
- Tyler Johnson – autorstwo, programowanie, syntezatory, wokal wspierający
- Joe LaPorta – inżynieria masteringu
- Brian Rajaratnam – inżynieria
- Mark „Spike” Stent – inżynieria miksowania
- Justin Tranter – autorstwo
- Matt Wolach – asysta inżynierii

## Pozycje na listach przebojów
| Terytorium                     | Notowanie                 | Najwyższa pozycja | Źr.    |
| ------------------------------ | ------------------------- | ----------------- | ------ |
| Świat                          | Billboard Global 200      | 16                | [ 34 ] |
| Świat bez Stanów Zjednoczonych | Billboard Global Excl. US | 20                | [ 35 ] |

| Terytorium        | Notowanie                             | Najwyższa pozycja | Źr.    |
| ----------------- | ------------------------------------- | ----------------- | ------ |
| Australia         | Top 50 Singles                        | 22                | [ 36 ] |
| Austria           | Ö3 Austria Top 40                     | 24                | [ 37 ] |
| Chorwacja         | Airplay Radio Chart                   | 7                 | [ 38 ] |
| Czechy            | Singles Digitál – Top 100             | 47                | [ 39 ] |
| Francja           | Top Singles                           | 132               | [ 40 ] |
| Grecja            | Digital Singles Chart (International) | 28                | [ 41 ] |
| Hiszpania         | Top 100 Canciones                     | 73                | [ 42 ] |
| Holandia          | Nederlandse Top 40                    | 29                | [ 43 ] |
| Holandia          | Single Top 100                        | 53                | [ 44 ] |
| Irlandia          | Top 100 Singles                       | 13                | [ 45 ] |
| Izrael            | Media Forest                          | 6                 | [ 46 ] |
| Kanada            | Billboard Canadian Hot 100            | 17                | [ 47 ] |
| Kanada            | Billboard Canadian Digital Song Sales | 21                | [ 48 ] |
| Kanada            | Billboard Canada CHR/Top 40           | 25                | [ 49 ] |
| Kanada            | Billboard Canada Hot AC               | 33                | [ 50 ] |
| Litwa             | Singlų Top 100                        | 20                | [ 51 ] |
| Niemcy            | Singlecharts                          | 35                | [ 52 ] |
| Norwegia          | VG-lista Singel                       | 32                | [ 53 ] |
| Nowa Zelandia     | Top 40 Singles                        | 30                | [ 54 ] |
| Panama            | Top 50 Internacional                  | 30                | [ 55 ] |
| Polska            | OLiS – single w streamie              | 28                | [ 56 ] |
| Portugalia        | Top 200 Singles                       | 30                | [ 57 ] |
| Słowacja          | Singles Digitál – Top 100             | 39                | [ 58 ] |
| Słowacja          | Rádio – Top 100                       | 19                | [ 59 ] |
| Stany Zjednoczone | Billboard Hot 100                     | 32                | [ 60 ] |
| Stany Zjednoczone | Billboard Streaming Songs             | 26                | [ 61 ] |
| Stany Zjednoczone | Billboard Radio Songs                 | 39                | [ 62 ] |
| Stany Zjednoczone | Billboard Pop Airplay                 | 20                | [ 63 ] |
| Stany Zjednoczone | Billboard Adult Contemporary          | 29                | [ 64 ] |
| Stany Zjednoczone | Billboard Adult Pop Airplay           | 17                | [ 65 ] |
| Stany Zjednoczone | Billboard Rhytmic Airplay             | 37                | [ 66 ] |
| Stany Zjednoczone | Billboard Dance/Mix Show Airplay      | 36                | [ 67 ] |
| Stany Zjednoczone | Billboard Dance/Electronic Songs      | 2                 | [ 68 ] |
| Szwajcaria        | Singles Top 100                       | 30                | [ 69 ] |
| Szwecja           | Veckolista Singlar                    | 56                | [ 70 ] |
| Węgry             | Single Top 40 slágerlista             | 5                 | [ 71 ] |
| Wielka Brytania   | UK Singles Chart                      | 16                | [ 72 ] |
| Wenezuela         | Record Report Top 100                 | 39                | [ 73 ] |
| Wietnam           | Billboard Vietnam Hot 100             | 57                | [ 74 ] |

| Terytorium        | Notowanie                        | Najwyższa pozycja | Źr.    |
| ----------------- | -------------------------------- | ----------------- | ------ |
| Stany Zjednoczone | Billboard Dance/Electronic Songs | 11                | [ 75 ] |

## Certyfikaty sprzedaży
| Państwo  | Stowarzyszenie    | Certyfikat | Egzemplarze | Źr.    |
| -------- | ----------------- | ---------- | ----------- | ------ |
| Brazylia | Pro-Música Brasil | Platyna    | 40 000      | [ 76 ] |
| Kanada   | Music Canada      | Złoto      | 40 000      | [ 77 ] |

## Historia wydania
| Terytorium        | Data             | Formaty                     | Wydawca          | Źr.    |
| ----------------- | ---------------- | --------------------------- | ---------------- | ------ |
| Stany Zjednoczone | 13 marca 2023    | adult contemporary radio    | Columbia Records | [ 11 ] |
| Stany Zjednoczone | 14 marca 2023    | contemporary hit radio      | Columbia Records | [ 12 ] |
| Stany Zjednoczone | 21 marca 2023    | rhythmic contemporary radio | Columbia Records | [ 13 ] |
| Włochy            | 20 kwietnia 2023 | airplay                     | Sony Music       | [ 78 ] |